# Soissons
Soissons [swaˈsõ] ist eine französische Stadt mit 28.667 Einwohnern (Stand 1. Januar 2022) im Département Aisne in der Region Hauts-de-France. Sie ist der Hauptort des Arrondissements Soissons.
Soissons war bereits zu Zeiten der römischen Besetzung als Noviodunum Suession(or)um, Augusta Suession(or)um, später Suessiones oder Sexonas bekannt. Sie war zwischen 486 und 497 Hauptstadt des Frankenreichs. Heute ist Soissons noch immer Bischofssitz des Bistums Soissons.

## Geografische Lage
Soissons befindet sich zwischen den Städten Laon im Nordosten, Compiègne im Westen, Paris im Südwesten und Reims im Osten. Die Gemeinde liegt am Südufer der Aisne, deren linker Nebenfluss Crise im Stadtgebiet mündet.

## Geschichte

### Antike
In der Antike siedelte der keltische Stamm der Suessionen im Gebiet um Soissons. Soissons war der Hauptort dieses belgischen Stammes, der schließlich im Jahr 57 v. Chr. von Gaius Iulius Caesar unterworfen wurde. Die Stadt wurde von den Römern Noviodunum Suessionum  oder Augusta Suessionum, später kurz Suessiones genannt. Gregor von Tours und Fredegar nannten die Stadt Sexonas, wobei das x vermutlich wie ss auszusprechen ist. Im 5. Jahrhundert gehörte Soissons zu dem von Aegidius und später Syagrius regierten Herrschaftsgebiet, das sich von Westrom losgelöst hatte und als Reich von Soissons bezeichnet wird, da sich zumindest gegen Ende die Residenz des Syagrius in Soissons befand. Durch den Sieg Chlodwigs über Syagrius im Jahr 486/87 in der sogenannten Schlacht bei Soissons ging das Reich unter. Die Bezeichnung Schlacht bei Soissons ist irreführend, da der Ort des Kampfes nicht überliefert ist. Gregor von Tours berichtet lediglich, Syagrius habe in Soissons residiert und Chlodwig habe ihn zur Wahl des Schlachtfeldes aufgefordert.

### Mittelalter
Nach seinem Sieg über Syagrius verlegte Chlodwig seine Hauptstadt von Tournai nach Soissons und blieb dort, bis er im Zuge der Legalisierung der fränkischen Reichsgründung durch Kaiser Anastasios I. im Jahre 497 in Paris Residenz nahm. Nach der Reichsteilung 511 erhielt Chlothar I., der jüngste Sohn Chlodwigs, den nordwestlichen Reichsteil mit Soissons als Hauptstadt. Wenig verbreitet ist hierfür die Bezeichnung Reich von Soissons. Ab 575 setzte sich dann der Begriff Neustrien für diesen Reichsteil durch.
576 besiegte Chilperich I. bei Soissons die Austrasier. 744 tagte in Soissons eine für Neustrien wichtige Synode, auf der den Geistlichen ein kirchliches Leben eingeschärft, u. a. die Ehe versagt, Strenge in der Bekämpfung des Heidentums befohlen und den Laien der Genuss von Kirchengütern zugestanden wurde. 751 fand in Soissons die Erhebung Pippins des Jüngeren zum König statt. Ludwig der Fromme musste 833 in der Stadt Kirchenbuße tun. Die zweite Kirchenversammlung 853 setzte Statuten fest über die Ungültigkeit der von abgesetzten Prälaten vollzogenen Kirchenweihen. Auch die Kirchenversammlung von 866 bezog sich hierauf, da der abgesetzte Erzbischof Ebo von Reims zu weihen fortfuhr.
Seit dem 9. Jahrhundert war Soissons Sitz eigener Grafen. 884 wurde die Stadt von den Normannen erobert. Hugo der Große von Franzien besiegte  in der Schlacht von Soissons im Juni 923 Karl III. den Einfältigen. 1121 wurde in Soissons wiederum ein Konzil abgehalten, auf der eine Schrift von Peter Abaelard als Ketzerwerk verbrannt wurde. Die 1201 hier gehaltene Synode betraf die Eheangelegenheiten des Königs Philipp II. August wegen seiner verstoßenen Gemahlin Ingeborg. In Soissons hielt dann auch Philipp II. August 1213 einen Reichstag ab.
1415 führte der Widerstand Soissons gegen König Karl VI. zur vollständigen Zerstörung der Stadt im Hundertjährigen Krieg. Die letzte in Soissons abgehaltene Synode, die 1455 tagte, beschloss den Anschluss an die zu Basel erlassenen Dekrete hinsichtlich der gottesdienstlichen Ordnung.

### Neuzeit
Während der Hugenottenkriege wurde Soissons in der zweiten Hälfte des 16. Jahrhunderts ständig belagert. 1734 fiel die Grafschaft Soissons an die französische Krone zurück.
In den Befreiungskriegen wurde das bloß nach alter Art durch Turm und Graben befestigte Soissons am 14. Februar 1814 vom russischen General Alexander Iwanowitsch Tschernyschow im Sturm genommen, aber bereits am 19. Februar wieder von Montier besetzt. Am 2. und 3. März 1814 fand dann die Belagerung von Soissons durch Bülow und Wintzingerode statt. Der französische Kommandant Moreau übergab die Stadt am 3. März den Belagerern, weshalb Napoleon ihn erschießen ließ. Nachdem Napoleon im März 1815 zurückgekehrt war und seine Herrschaft der Hundert Tage angetreten hatte, wurde Soissons mit Laon von einem Teil des ersten preußischen Armeekorps eingeschlossen und am 14. August 1815 nach geschlossenem Frieden übergeben.
Soissons erlitt bereits im Deutsch-Französischen Krieg von 1870/71 starke Schäden. In der Stadt befand sich eine Festung, die im Oktober 1870 von den deutschen Truppen eingenommen wurde. Dabei gingen über 4.700 Soldaten in Gefangenschaft und umfangreiche Sachwerte wie Kanonen, Ausrüstung und die Kriegskasse mit 92.000 Franc wurden erbeutet.
Im Ersten Weltkrieg (1914–1918) wurde die Stadt zweimal von deutschen Truppen besetzt und durch Artilleriefeuer von beiden Seiten zu drei Vierteln zerstört. Die Türme der Abtei blieben aber unversehrt.
Im Juni 1940 geriet Soissons im Rahmen des Westfeldzuges unter deutsche Besatzung – die 1. Gebirgs-Division (Wehrmacht) hatte am 8. Juni 1940 bei Soissons die Aisne überschritten. Bei der Befreiung von Paris zogen sich die Wehrmachttruppen überstürzt zurück; am 28. August 1944 befreiten westalliierte Truppen Soissons. Der 5. Panzerarmee gelang es nicht, sich bei Soissons zu halten.

#### Flugplatz Soissons–Breuil
Während beider Weltkriege befand sich westlich der Ortschaft Saconin-et-Breuil südlich der heutigen D-94 ein Feldflugplatz. Zwischen Mai 1917 und Mai 1918 diente er den französischen Luftstreitkräften, die ihn ab Ende August 1939 erneut aktivierten. Während des Westfeldzuges der deutschen Wehrmacht diente er im Juni 1940 deutschen Bf 109E-Jägern. Hier lagen für wenige Tage Teile des Jagdgeschwaders 27 (Stab, I. und II. Gruppe) und die I. Gruppe des Jagdgeschwaders 1. Im Juni 1944 requirierte die Luftwaffe erneut das Areal, nutzte es aber kaum mehr.

### Bevölkerungsentwicklung
| Jahr                       | 1962   | 1968   | 1975   | 1982   | 1990   | 1999   | 2006   | 2016   | 2022   |
| Einwohner                  | 23.150 | 25.890 | 30.009 | 30.213 | 29.829 | 29.453 | 28.442 | 28.466 | 28.888 |
| Quellen: Cassini und INSEE |        |        |        |        |        |        |        |        |        |

## Bauwerke

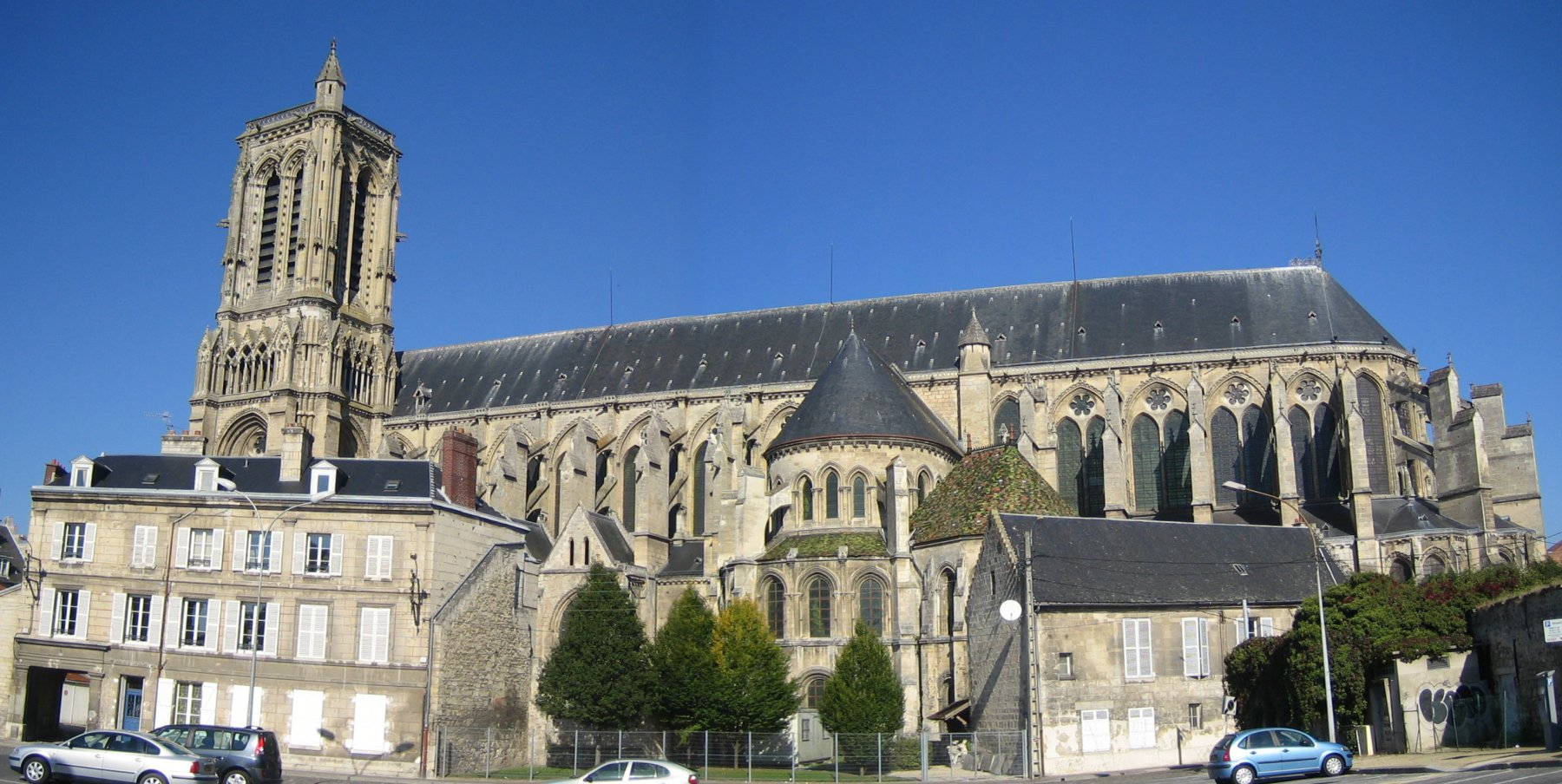
Kathedrale Saint Gervais und Saint Protais

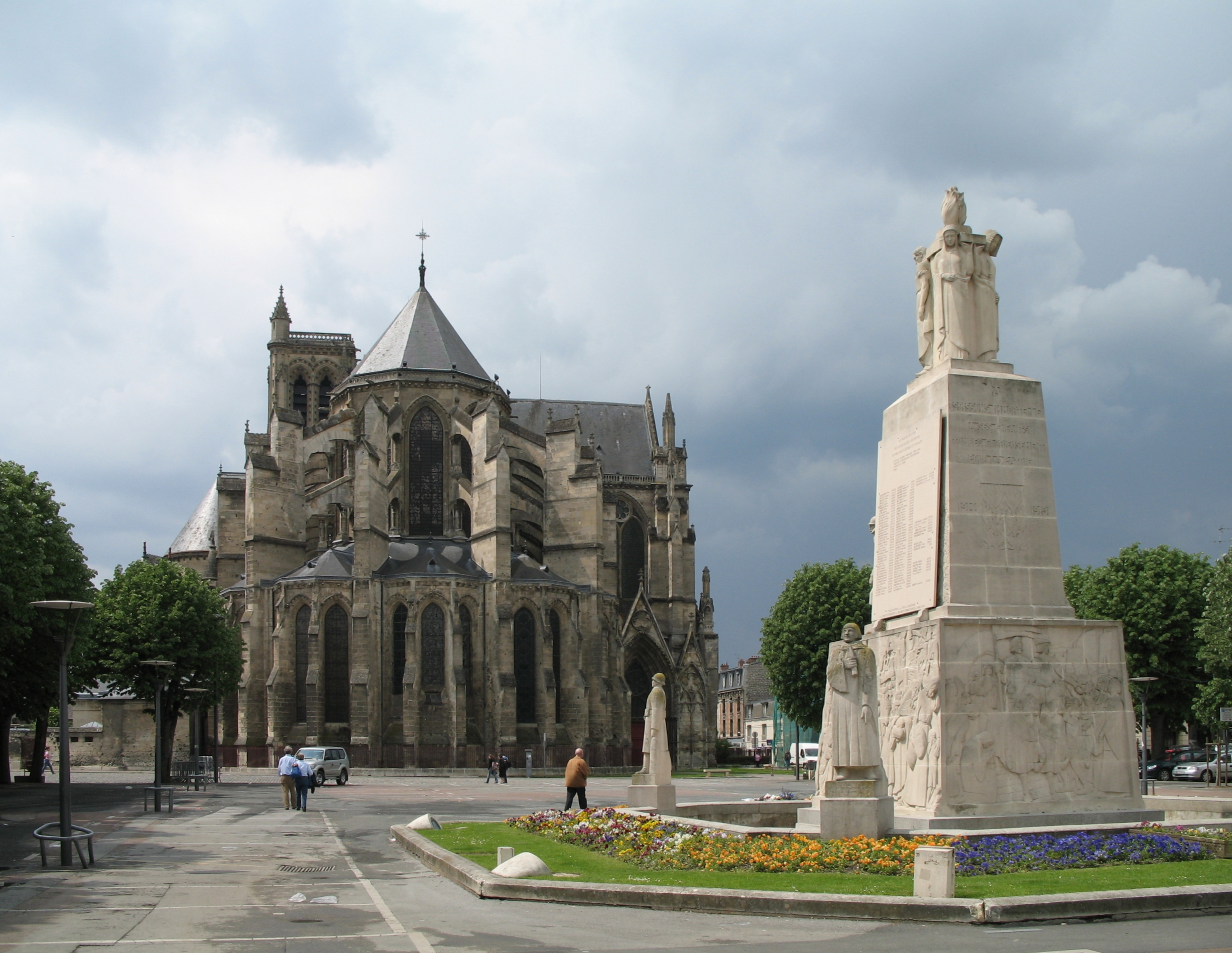
Kathedrale und Gefallenendenkmal

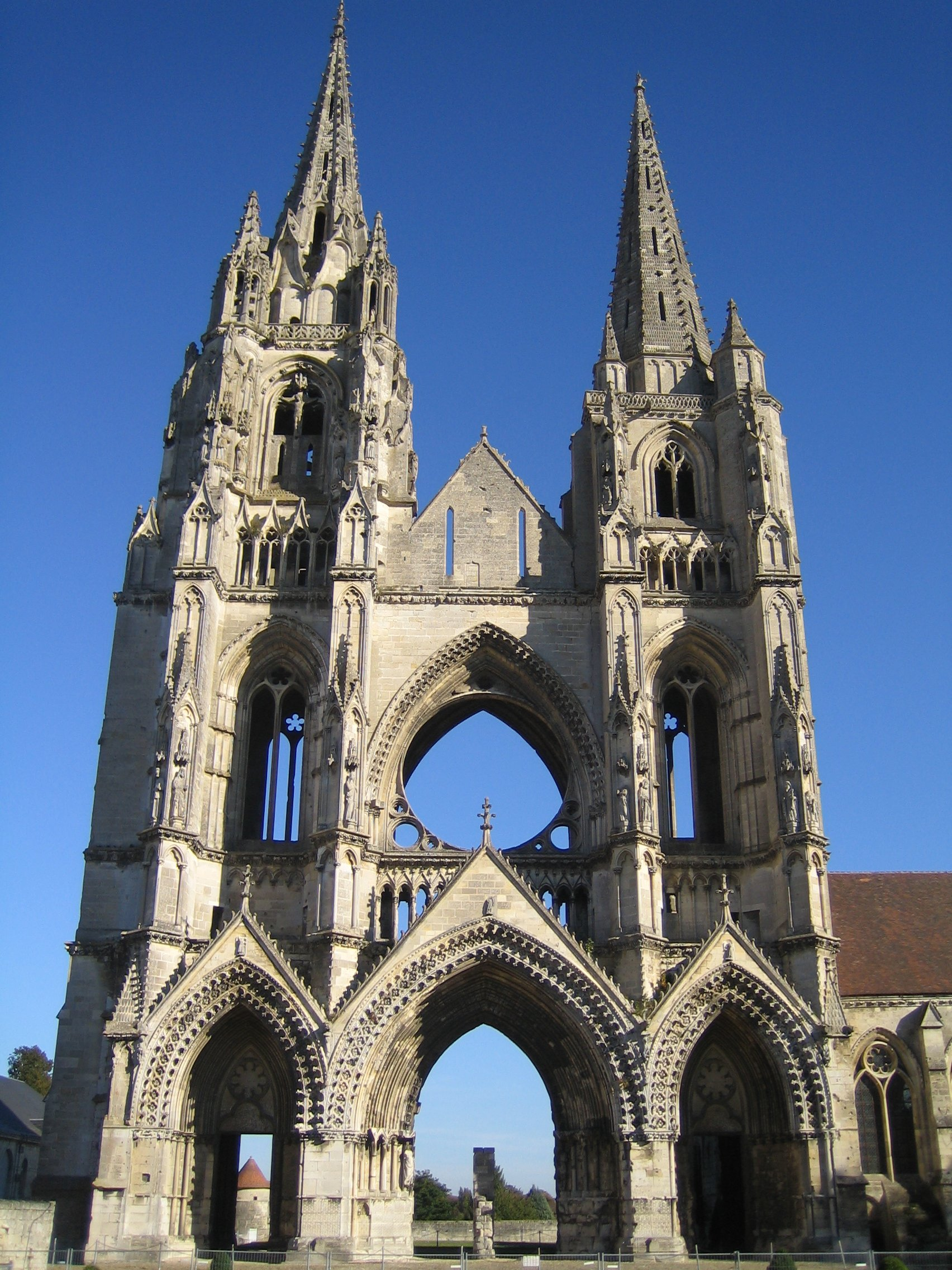
Ruine der Abteikirche Saint-Jean-des-Vignes

### Kathedrale von Soissons
Die gotische Kathedrale Saint-Gervais et Saint-Protais von Soissons wurde ab 1180 errichtet. Die Fassade stammt aus der Zeit um 1400. Die Vollendung des Nordturms ist durch den Hundertjährigen Krieg verhindert worden. Das Radfenster in der Mitte ist sehr viel später eingesetzt worden. Der plastische Schmuck der Portalzonen ist bereits 1567 den Zerstörungszügen der Hugenotten zum Opfer gefallen. Später hat vor allen Dingen der Erste Weltkrieg starke Schäden hinterlassen.

### Ehemalige Abtei Saint-Jean-des-Vignes
Die 1076 gegründete ehemalige Abtei Saint-Jean-des-Vignes überragt die Stadt mit den noch erhaltenen und weithin sichtbaren Westtürmen. Die gotische Architektur stammt aus dem 13. bis 16. Jahrhundert. 1359 wurde das Kloster im Hundertjährigen Krieg befestigt. Am Ende des 18. Jahrhunderts und nach der französischen Revolution zerfiel die Anlage. Das Gelände diente fortan als Steinbruch und Kaserne. Heute befindet sich in einem ehemaligen Kasernengebäude ein Museum.

### Weitere sehenswerte Bauwerke
- Ehemalige Abteikirche Saint-Médard
- Ehemalige Gemeindekirche Saint-Pierre-au-Parvis
- Ehemalige Abtei Saint-Léger
- Ehemalige Benediktinerinnenabtei Notre Dame (Soissons)

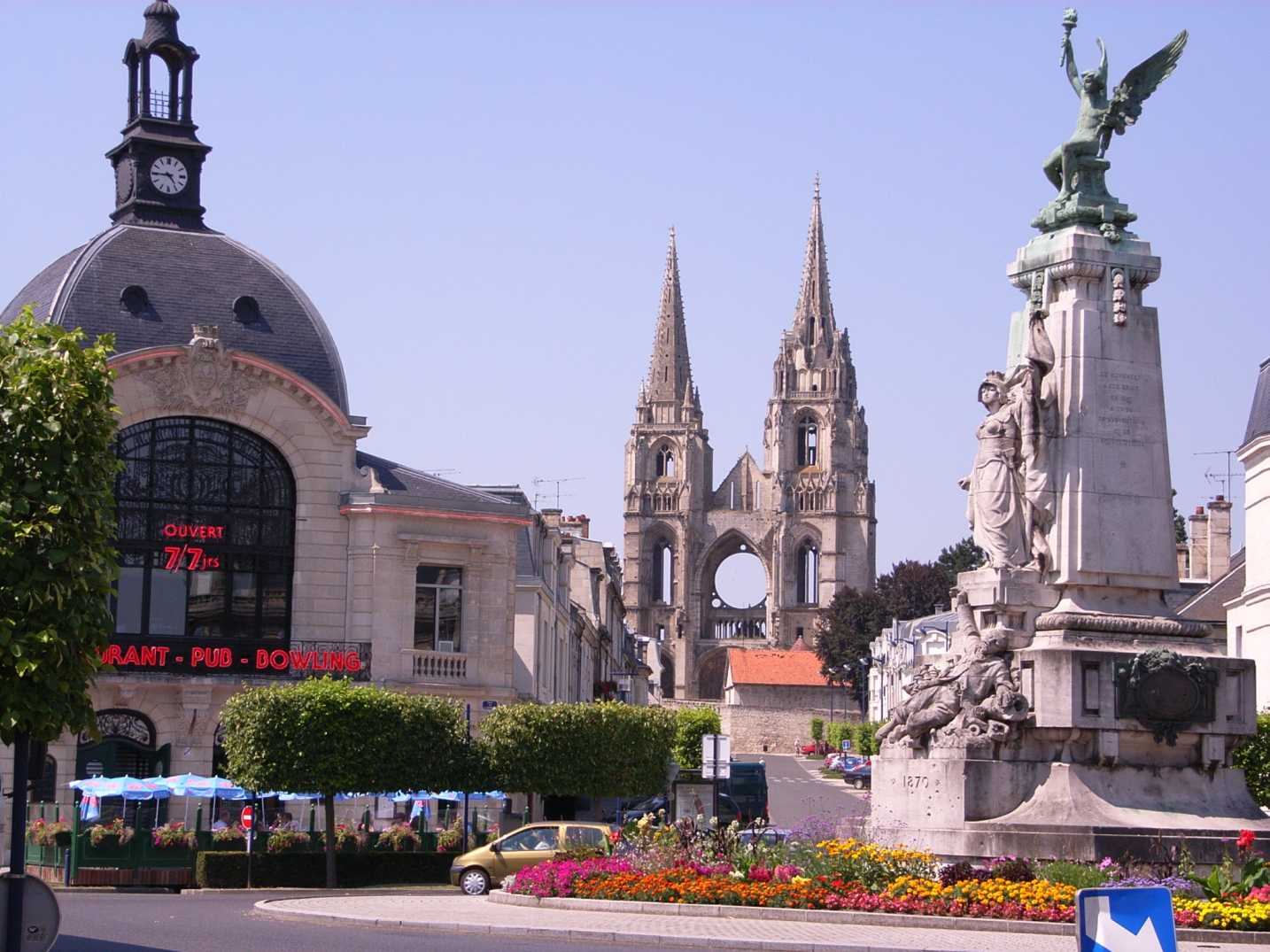
Gefallenendenkmal 1870/71 und Abtei St. Jean
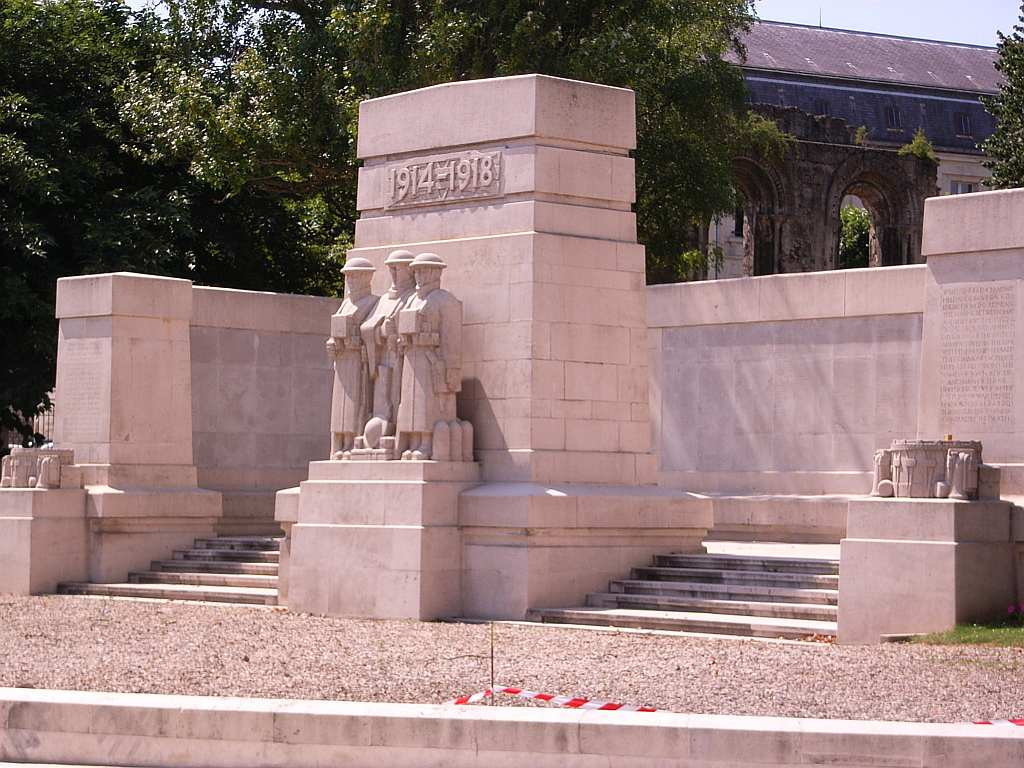
Gefallenendenkmal Erster Weltkrieg
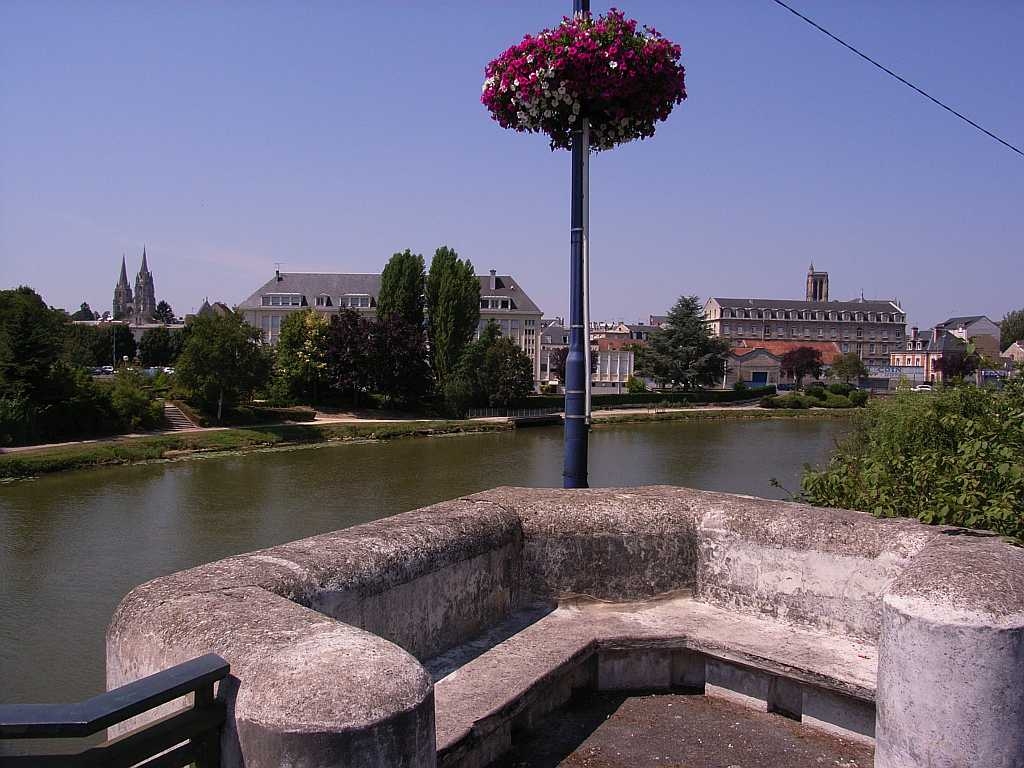
Soissons an der Aisne
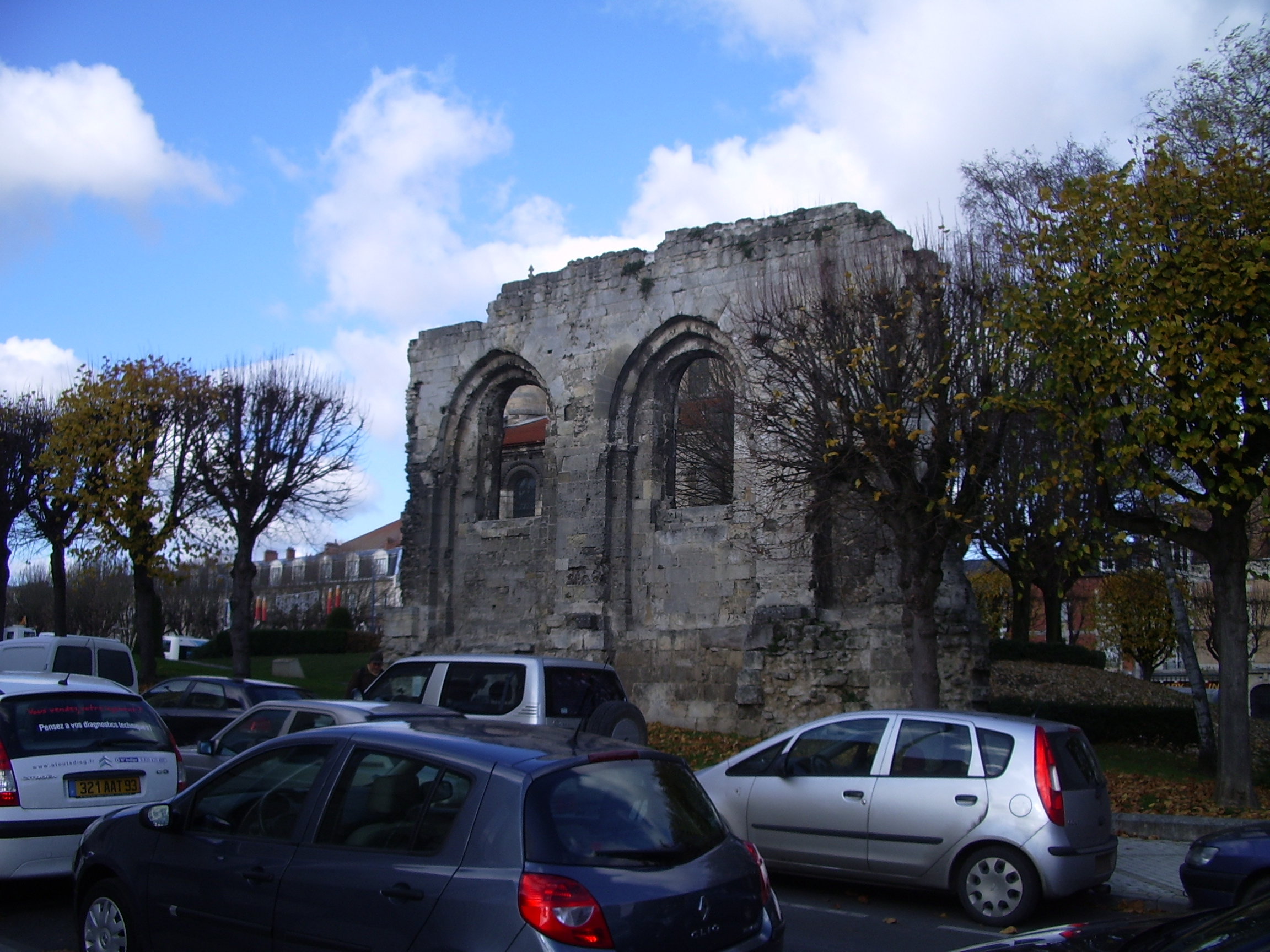
Ruine der Abtei Notre Dame

## Partnerstädte oder -gebiete
- Landkreis Schaumburg (seit 1969), Deutschland[5]
- Louiseville (seit 1982), Kanada[5]
- Eisenberg (seit 1993), Thüringen, Deutschland[5]
- Landau in der Pfalz, Deutschland (Schulpartnerschaften)[6]

## Persönlichkeiten
- Crispinus († um 287), Märtyrer und Heiliger, heute Patron der Stadt Soissons
- Chlothar I. (495–561), Frankenkönig aus dem Haus der Merowinger
- Chilperich I. (535–584), merowingischer König in Neustrien (Soissons)
- Theudebert II. (585–612), König der Franken
- Bonifatius (672/673–754/755), Missionar und Kirchenreformer im Frankenreich
- Pippin der Jüngere (714–768), fränkischer Hausmeier, König der Franken
- Heribert I. von Vermandois (850–900/906), Graf von Soissons (886/898)
- Heribert II. von Vermandois (880–943), Graf von Soissons (900/907)
- Gerberga von Sachsen, Herzogin von Lothringen und Königin von Frankreich (913–969), Äbtissin von Notre-Dame in Soissons
- Johannes Roscelin (1050–1124), französischer Mönch und Philosoph
- Enguerrand VII. de Coucy (1339–1397), Graf von Soissons
- Sébastien Mamerot (1430/40–1490), französischer Geistlicher, Gelehrter und Schriftsteller, in Soissons geboren
- François-Annibal d’Estrées (1573–1670), französischer Diplomat und Militär, Marschall von Frankreich
- Marie de Bourbon (1606–1692), Gräfin von Soissons
- Pierre Daniel Huet (1630–1721), französischer Geistlicher und Gelehrter, Bischof von Soissons
- Charles Philippe Ronsin (1751–1794), Politiker während der Französischen Revolution, in Soissons geboren
- Friedrich Wilhelm Bülow von Dennewitz (1755–1816), preußischer General
- Charles-Henri-Joseph Binet (1869–1936), Bischof von Soissons
- Henri Doyen (1905–1988), Organist und Komponist
- Bernard Baudoux (1928–2024), Fechter, in Soissons geboren
- Guy Lacour (1932–2013), Komponist, Professor und Tenor-Saxophonist, in Soissons geboren
- Aurore Clément (* 1945), Schauspielerin, in Soissons geboren
- Anne-Marie Barat (1948–1990), französische Organistin, 1988–1990 Organistin an der Kathedrale von Soissons
- Jean-Michel Wilmotte (* 1948), französischer Designer, Innenarchitekt, Architekt und Stadtplaner, in Soissons geboren
- Claude Mouton (1955–2021), Jazz-, Kontrabass- und Manouche-Musiker
- Benjamin Levécot (* 1977), Radrennfahrer
- Ives von Nesle, Graf von Soissons (Haus Nesle)

In Soissons wirkten während des Ersten Weltkriegs die Krankenschwestern Germaine Malaterre-Sellier (1889–1967), die dafür den Beinamen „La Dame blanche de Soissons“ (Die weiße Dame von Soissons) erhielt und Jeanne Macherez (1852–1930), die als selbsternannte Bürgermeisterin die Stadt vor Ausschreitungen der deutschen Truppen bewahrte.

## Zitate
- „Sie hat Caesar siegen, Chlodwig regieren und Napoleon wanken sehen.“ (Victor Hugo)